# Oakhurst (Kalifornija)
Oakhurst je naseljeno područje za statističke svrhe u američkoj saveznoj državi Kalifornija. Prema popisu stanovništva iz 2010. u njemu je živjelo 2.829 stanovnika.